# 沙姆 (马耶讷省)
沙姆（法語：Chammes，法語發音：[ʃam]）是法国马耶讷省的一个旧市镇，属于拉瓦勒区。2016年，沙姆与市镇圣苏珊合并为新市镇圣苏珊和沙姆。

## 地理
沙姆（48°4'36"N, 0°22'40"W）面积21.06 平方千米，位于法国卢瓦尔河地区大区马耶讷省，该省份为法国西北部内陆省份，北起芒什省和奧恩省，西接伊勒-维莱讷省，南至曼恩-卢瓦尔省，东临萨尔特省。
与沙姆接壤的市镇（或旧市镇、城区）包括：圣苏珊、布朗杜埃、埃尔沃河畔圣让、圣莱热、沙特尔拉福雷、圣苏珊和沙姆。

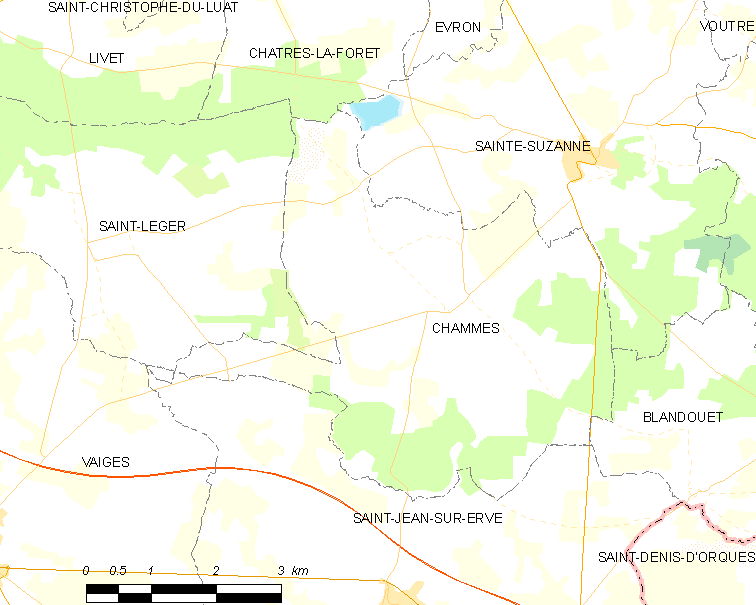
的OSM定位图

沙姆的时区为UTC+01:00、UTC+02:00（夏令时）。

## 行政
沙姆的邮政编码为53270，INSEE市镇编码为53050。

## 政治
沙姆所属的省级选区为梅莱迪迈讷县。

## 人口

1962-2008年间人口变化图示

沙姆于2018年1月1日时的人口数量为351人。